# Петросян, Петрос Акопович
Петрос Петросян (арм. Պետրոս Հակոբի Պետրոսյան, 24 декабря 1968, Ереван — 15 декабря 2012, Ереван) — армянский художник-живописец, член Союза художников Армении, член международной ассоциации изобразительных искусств при ЮНЕСКО.

## Биография
Петрос Петросян родился 24 декабря 1968 года в семье театральных актёров Веры и Акопа Петросянов в городе Ереване. Унаследовав от родителей любовь к прекрасному, будучи одарённым от природы, Петросян с юных лет посвящает себя искусство и поступает в Ереванскую художественную школу им. Акопа Коджояна, которую успешно заканчивает в 1984 году. В том же году, для совершенствования приобретённых навыков, поступил и в 1988 году закончил Ереванское художественное училище им. Фаноса Терлемезяна. Будучи творческой натурой, он не останавливается на достигнутом и с целью совершенствования профессионального мастерства, успешно пройдя конкурсные экзамены, в 1988 году поступил в Ереванский художественно-театральный институт на отделение живописи, факультета изобразительного искусства . Там он оттачивает своё мастерство под руководством народного художника Арм. ССР, профессора Мкртича Оганесовича Седракяна. Закончив в 1994 году Ереванский художественно-театральный институт, Петросян начинает активную творческую деятельность, организует персональные и участвует в групповых выставках. В 1998 году стал членом Союза художников Армении, а с 1998 года — членом международной ассоциации изобразительных искусств при ЮНЕСКО.

## Выставки
- 1997 год — персональная выставка в дом-музее Ерванда Кочара[3] (Ереван, Армения)
- 1997 год — групповая выставка в Союзе художников Армении (Ереван)[1][2]
- 1997 год — групповая выставка в Национальной картинной галерее Армении
- 1998 год — групповая выставка в Союзе художников Армении (Ереван)[1][2]
- 1999 год — персональная выставка в Соединенных Штатах Америки[2]
- 2000 год — персональная выставка в Музее современного искусства[1][2][4] (Ереван, Армения)
- 2000 год — персональная выставка в здании представительства ООН в Армении[2][5]
- 2002 год — групповая выставка на Кипре[2].

## Картины
К избранным работам художника относятся:
- 1994 — «Обезлесение»
- 1995 — «Полдень»
- 1996 — «Дорога»
- 1997 — «Горе», «Элегия», «Маски»
- 1998 — «Холодное воспоминание», «Бессмертник», «Бабочки», «Песня наших дней»
- 1999 — «Одинокий человек планеты»
- 2001 — «Богоматерь», «Распятие», «Адам и Ева».